# Peder Goth Thorsen
Peder Goth Thorsen, född den 7 augusti 1811 i Varde, död den 6 maj 1883 i Köpenhamn, var en dansk språklärd.
Thorsen blev 1833 underbibliotekarie vid universitetsbiblioteket i Köpenhamn och var bibliotekarie 1848-79; han blev hedersdoktor sistnämnda år. Thorsen var 1847 en av stiftarna av Nordiska litteratursällskapet och blev 1866 ordförande i Selskabet for fædrelandets historie og sprog. 
Han utgav 1852-53 de danska landskapslagarna från medeltiden och 1855 de slesvigska stadsrätterna, men sysselsatte sig framför allt med runinskrifterna. Hans huvudarbete är De danske Runemindesmærker (I, 1864, omfattande Slesvigs runstenar; II, 1880, innehållande övriga Jyllands, dock blott avbildningar), och han utgav dessutom Codex runicus (av Skånelagen, 1877), med viktiga upplysningar Om Runernes Brug til Skrift udenfor det monumentale.